# Тростян
Тростя́н — горная вершина в массиве Сколевские Бескиды (Украинские Карпаты). Расположена в пределах Стрыйского района Львовской области, на запад от посёлка Славско.
Высота горы 1232 м. Возвышается на уединённом массиве хребта, ограничена долинами рек Опир и Головчанка. Сложена преимущественно песчаниками. Северо-восточные склоны крутые (30-40°), покрыты еловым лесом. Вершина плоская, в привершинной части пологая, покрыта травянистой растительностью.
На горе есть склоны для катания на горных лыжах в восточном, северном и западном направлениях, длиной от 1500 м до 2000 м.